# Бойка Присадова
Бойка Присадова е българска народна певица, изпълнителка на родопски песни.
Тя е една от първите певици на фолкорния ансамбъл „Родопа“ и пее дълги години в него. Първият успех на Присадова е изпълнението на песента „Подзим съм, мале, легнала“ на първия събор надпяване на Рожен, за което печели голямата награда. Успоредно с музикалната си кариера завършва Академията за музикално и танцово изкуство в Пловдив.
Кариерата ѝ продължава в Държавния ансамбъл за народни песни и танци, под диригентството на Филип Кутев. Впоследствие Присадова сама започва да ръководи певчески състави, с които също добива признание и популярност. Солистка е на хора „Космически гласове от България“.
Бойка Присадова е носителка на множество отличия като „Златна лира“, златен медал „Капитан Петко войвода“, както и Трета награда /за композиция/ на 16-и международен радиоконкурс за вокалисти в Братислава от 1991 г. за песента „Соньо, ти мой соньо“, обработена за солист, хор и гайд от Стефан Драгостинов. Други известни песни, които Присадова изпълнява, са „Загорке, любе, загорке“ и „Личко льо“. През 2005 г., по повод 60-годишнината на певицата, Община Смолян я награждава със златен плакет и я предлага за орден „Кирил и Методий“, а град Чепеларе я обявява за свой почетен гражданин.
Песни на Присадова са включени в десетки компилации с родопски фолклор.
През 2005 г. излиза нейният самостоятелен албум „Бисери от Орфеевата планина“.
Умира на 27 януари 2017 година в София.